# Lampion

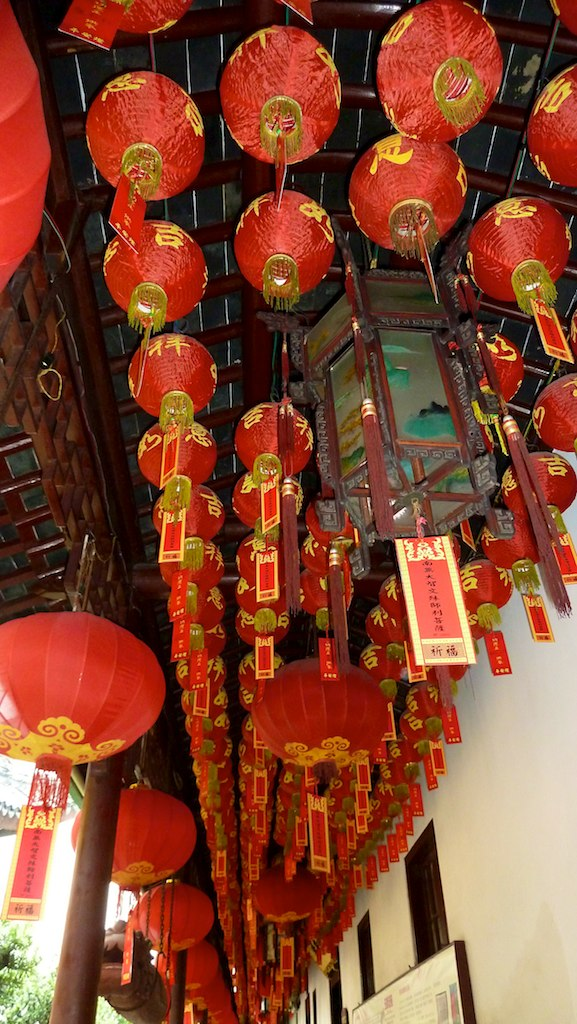
Felinare de hârtie roșie de vânzare în Shanghai, 2012

Un lampion (în chineză simplificată: 灯笼; chineză tradițională: 燈籠; pinyin: Dēnglóng) este un felinar făcut din hârtie subțire, colorată. Felinarele de hârtie sunt în diferite forme și dimensiuni, precum și diverse metode de construcție. În forma lor cea mai simplă, ele sunt pur și simplu o pungă de hârtie cu o lumânare așezată în interior, deși felinarele mai complicate constau dintr-un material de bambus pliabil sau metalic de cercuri acoperite cu hârtie dură. Felinarele de mătase sunt, de asemenea, pliabile cu un expansor metalic și sunt decorate cu caractere și/sau desene chinezești. Felinarele din vinil sunt mai rezistente și pot rezista ploii, soarelui și vântului. Felinarele de hârtie nu sunt rezistente, se rup, iar felinarele de mătase sunt mult mai rezistente.

## Istoric
Nu pare să existe nici o publicație despre istoria sau originea felinarului de hârtie. De fapt, până la publicarea unei lucrări actualizate în 2016, cea mai recentă cercetare de calitate academică pe subiectul mai fundamental al istoriei hârtiei a fost un volum dintr-o serie editată despre tehnologia și invențiile chinezești publicată pentru prima dată în 1949. Totuși, acest volum a protejat drepturile de autor asupra concluziilor inevitabile derivate din descoperirile recente care au schimbat fundamental povestea moștenită a hârtiei, reordonând înțelegerea despre cum și de ce acest material a ajuns să fie un mediu fundamental pentru transmiterea și înțelegerea societății umane.
Se pare că hârtia a fost folosită pentru o mare varietate de funcții decorative și comerciale (inclusiv fabricarea felinarelor) timp de peste două sute de ani înainte ca inovatorul Cai Lun, anterior ca inventator al hârtiei în istoria Chinei, să-și popularizeze utilizarea. În timp ce scrisul apare pe cele mai vechi eșantioane cunoscute de hârtie, sub formă de etichetare, se pare că contribuția lui Cai Lun la povestea hârtiei este generalizarea acestei utilizări pentru toate tipurile de cunoștințe și înregistrări.
Deși legenda a devenit confuză și complicată pe măsură ce istoricii chinezi au ajuns să se oprească la ipoteza despre Cai Lun ca inventator și nu pur și simplu inovator al tehnologiei hârtiei, se pare că un prim împărat al dinastiei Han a sărbătorit înființarea unei noi ere în domnia sa prin adoptarea simbolului sacru al felinarului budist pentru celebrarea sa laică, comandând ca felinarele să fie arse în capitala Luoyang. Când necesitatea păstrării credinței cu reprezentarea lui Cai Lun ca inventator poate fi ignorată, se spune că acest împărat a fost Ming-ti (Han Mingdi), care a primit doi călugări budiști la curtea sa alături de ambasadorii săi întorși în anul 67. Alții, totuși, atribuie această adaptare împăratului Wu (Han Wudi) din dinastia Han anterioară, unificat, care este cunoscut pentru stabilirea acestor noi ere în domnia sa la fiecare câțiva ani, cu excepția posibilității de conectare la legenda iluminării seculare a felinarelor.

## Galerie

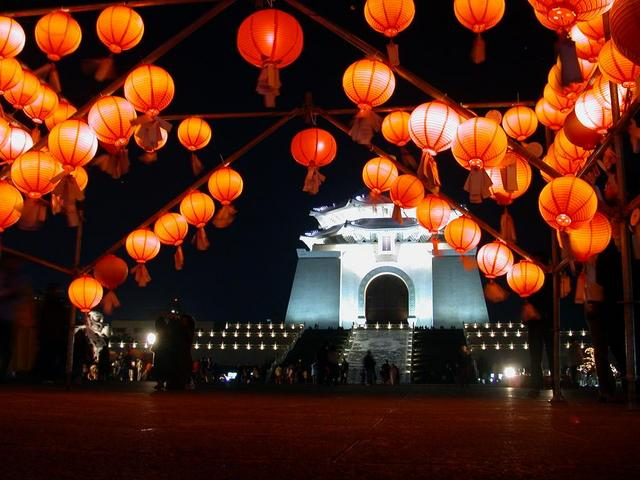
Festivalul lampioanelor la Sala Memorială Chiang Kai-shek din Taiwan
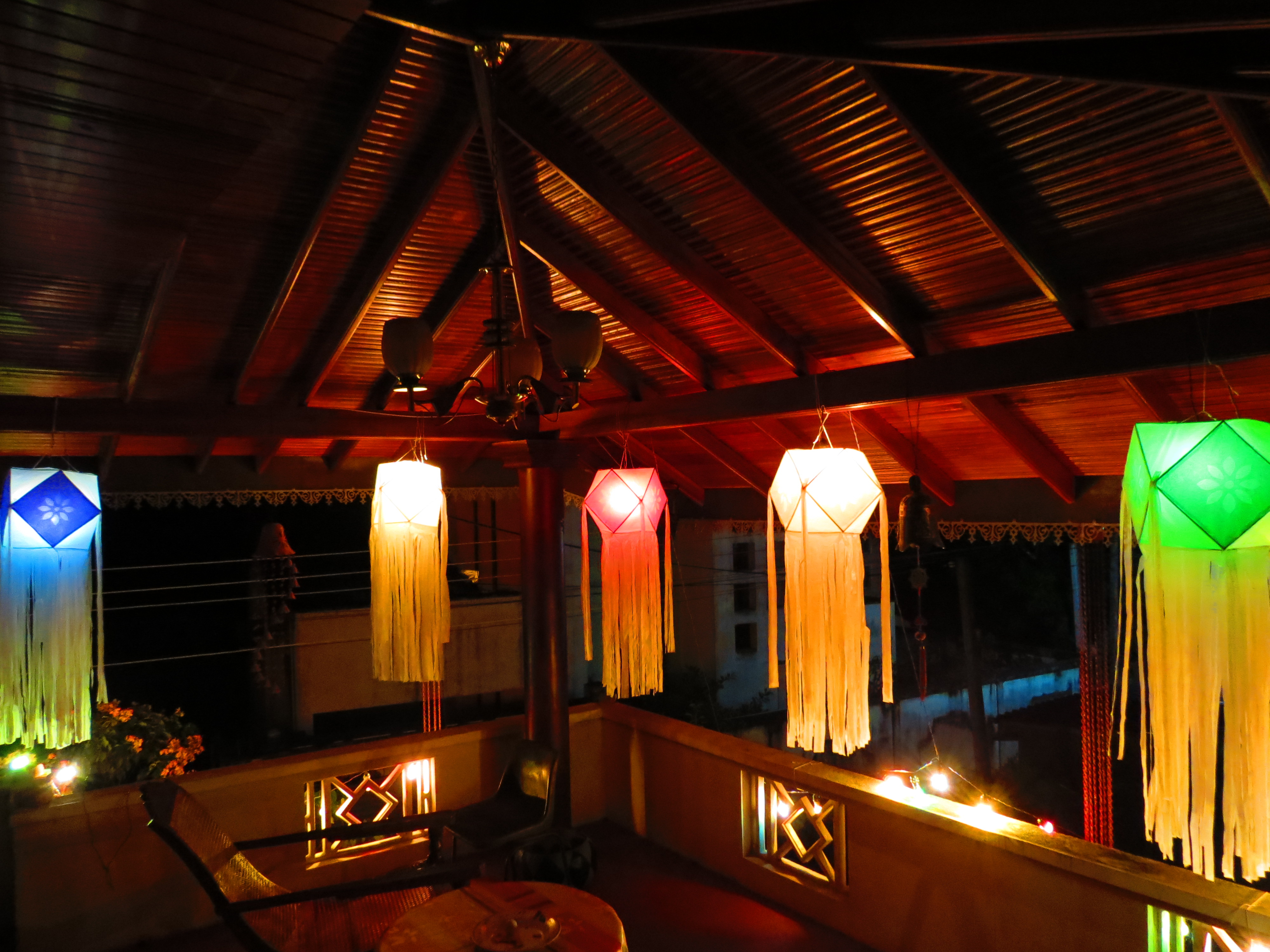
Lampioane tradiționale în timpul Vesak în Sri Lanka
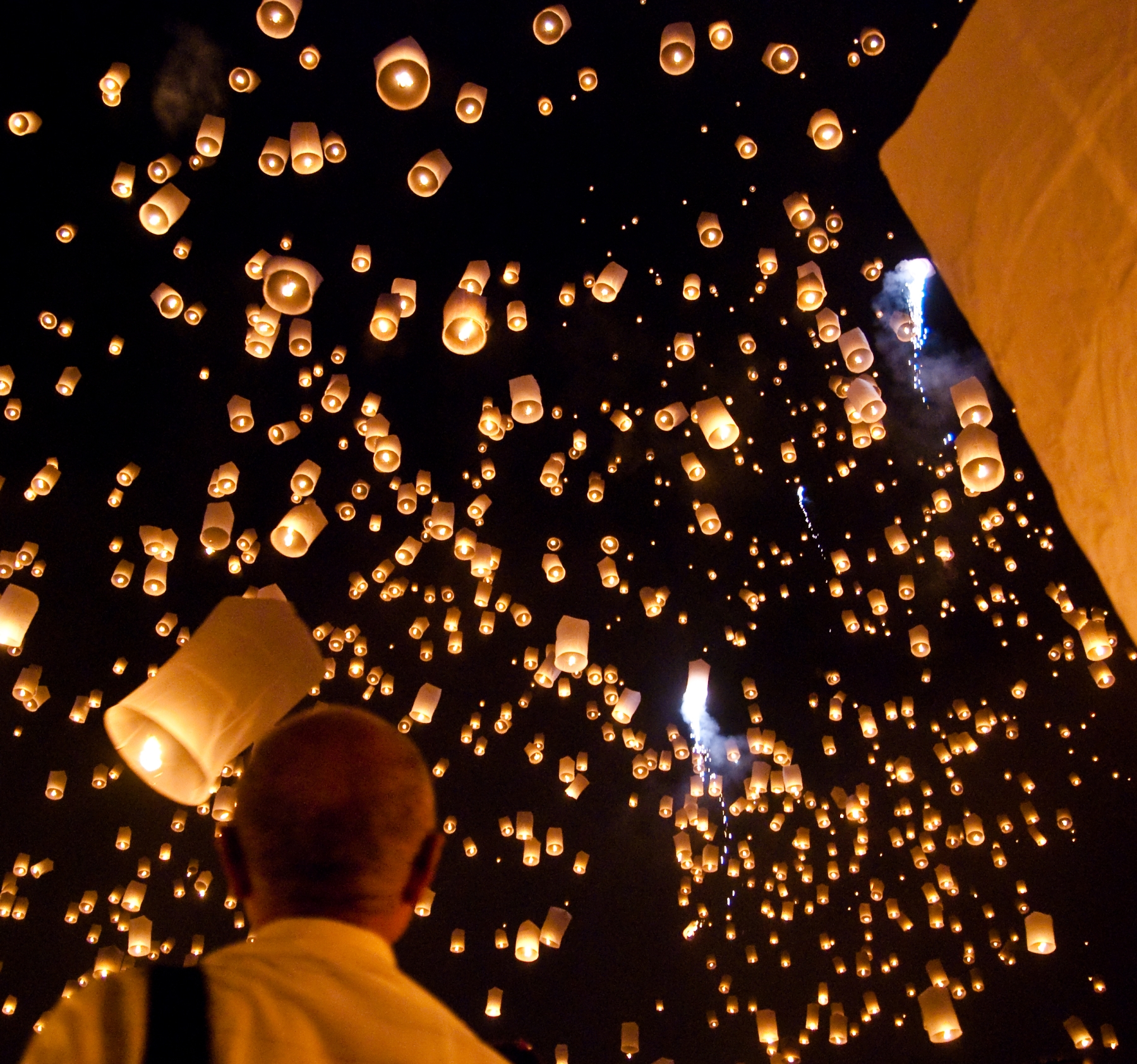
Lampioane pe cer în noaptea Loi Krathong din Thailanda

## Legături externe
- Materiale media legate de Lampion la Wikimedia Commons